# Supermatrice
In matematica e in fisica teorica, una supermatrice è l'analoga {\displaystyle \mathbb {Z} _{2}}-graduata di una matrice ordinaria. In particolare una supermatrice è una matrice a blocchi {\displaystyle 2\times 2} i cui elementi sono relativi ad una superalgebra. Gli esempi più importanti sono quelli relativi ad un'algebra esterna su di un ordinario campo.
Le supermatrici hanno importanti applicazioni nel campo della supersimmetria.

## Definizione
Sia {\displaystyle R} una fissata superalgebra unitaria e associativa (in generale si richiede che {\displaystyle R} sia supercommutativo).
Siano  {\displaystyle p}, {\displaystyle q}, {\displaystyle r} e {\displaystyle s} quattro numeri interi non negativi, allora una supermatrice di dimensioni {\displaystyle (r|s)\times (p|q)} è una matrice ad elementi in {\displaystyle R} che ha la struttura di una matrice a blocchi {\displaystyle 2\times 2}:
{\displaystyle X={\begin{bmatrix}X_{00}&X_{01}\\X_{10}&X_{11}\end{bmatrix}}}
con un numero totale di {\displaystyle r+s} di colonne e con un numero totale di {\displaystyle p+q} di colonne. Una ordinaria matrice (non graduata) può essere pensata come una supermatrice con {\displaystyle q} e {\displaystyle s} uguali a zero.
Una supermatrice quadrata è una matrice con {\displaystyle (r|s)=(p|q),} ciò significa che non solo la matrice {\displaystyle X} è una quadrata, ma anche che le matrici a blocchi {\displaystyle X_{00}} e {\displaystyle X_{11}} siano quadrate.

## Bereziniano
In matematica e fisica teorica, il bereziniano o il superdeterminante è una generalizzazione del determinante al caso di una supermatrice. Il nome deriva dal matematico Felix Berezin. Il bereziniano svolge un ruolo analogo a quello del determinante nel valutare i cambiamenti di coordinate per le integrazioni su una supervarietà.

### Definizione del bereziniano
Il bereziniano è definito univocamente dalla definizione delle seguenti due proprietà:
- {\displaystyle \operatorname {Ber} (XY)=\operatorname {Ber} (X)\operatorname {Ber} (Y),}
- {\displaystyle \operatorname {Ber} (e^{X})=e^{\operatorname {str} (X)},}

dove con {\displaystyle \operatorname {str} (X)} indichiamo la supertraccia di {\displaystyle X}. A differenza del determinante classico, il Bereziniano è definito solo per una supermatrice invertibile. 
Il caso più semplice da considerare è la bereziniano di una supermatrice con valori in un campo {\displaystyle K.} Le supermatrici di questo tipo rappresentano trasformazioni lineari di un superspazio vettoriale su {\displaystyle K.} Una particolare forma di supermatrice è una matrice a blocchi del tipo:
{\displaystyle X={\begin{bmatrix}A&0\\0&D\end{bmatrix}}.}
Tale matrice è invertibile se e solo se {\displaystyle A} e {\displaystyle D} sono matrici invertibili su {\displaystyle K.} In questo caso particolare il bereziniano di {\displaystyle X} è dato da:
{\displaystyle \operatorname {Ber} (X)=\det(A)\det(D)^{-1}.}
La ragione dell'esponente negativo deriva dalla formula di sostituzione nel caso degli integrali di Grassman. 

## Numero di Grassmann
In fisica matematica, un numero di Grassmann (chiamato numero anticommutante) è una quantità {\displaystyle \theta _{i}} che anticommuta con gli altri numeri di Grassmann, ma commuta con i numeri ordinari {\displaystyle x_{j}},
{\displaystyle \theta _{i}\theta _{j}=-\theta _{j}\theta _{i},\qquad \theta _{i}x_{j}=x_{j}\theta _{i}.}
In particolare, il quadrato di un numero di Grassmann è nullo:
{\displaystyle \theta _{i}\theta _{i}=0.}
L'algebra generata da un insieme di numeri di Grassmann è nota come algebra di Grassmann (o algebra esterna). L'algebra di Grassmann generata da {\displaystyle n} numeri di Grassmann linearmente indipendenti ha dimensione {\displaystyle 2^{n}}. Queste algebre prendono il nome da Hermann Grassmann. Ad esempio se {\displaystyle n=3,} abbiamo gli elementi linearmente indipendenti:
{\displaystyle \theta _{1},\theta _{2},\theta _{3},}
{\displaystyle \theta _{1}\theta _{2},\theta _{2}\theta _{3},\theta _{3},\theta _{1},}
{\displaystyle \theta _{1}\theta _{2}\theta _{3},}
che insieme all'unità 1, formano uno spazio di dimensione {\displaystyle 2^{3}=8.}
L'algebra di Grassmann è l'esempio prototipo di algebre supercommutative. Queste sono algebre con una decomposizione in variabili pari e dispari che soddisfa una versione gradata della commutatività (in particolare, elementi dispari anticommutano).

## Rappresentazione matriciale
I numeri di Grassmann possono sempre venire rappresentati da matrici. Consideriamo, ad esempio, l'algebra di Grassmann generata da due numeri di Grassmann {\displaystyle \theta _{1}} e {\displaystyle \theta _{2}}. Questi numeri possono essere rappresentati da matrici {\displaystyle 4\times 4}:
{\displaystyle \theta _{1}={\begin{bmatrix}0&0&0&0\\1&0&0&0\\0&0&0&0\\0&0&1&0\\\end{bmatrix}}\qquad \theta _{2}={\begin{bmatrix}0&0&0&0\\0&0&0&0\\1&0&0&0\\0&-1&0&0\\\end{bmatrix}}\qquad \theta _{1}\theta _{2}=-\theta _{2}\theta _{1}={\begin{bmatrix}0&0&0&0\\0&0&0&0\\0&0&0&0\\1&0&0&0\\\end{bmatrix}}.}
In generale, una algebra di Grassmann con {\displaystyle n} generatori può venire rappresentata da {\displaystyle 2^{n}\times 2^{n}} matrici quadrate. Fisicamente queste matrici possono venir pensate come operatori di creazione agenti su uno spazio di Hilbert di {\displaystyle n} fermioni nella base del numero di occupazione. Dal momento che il numero di occupazione per ciascun fermione è o 0 o 1, ci sono {\displaystyle 2^{n}} stati possibili. Matematicamente, queste matrici possono essere interpretate come operatori lineari corrispondenti alla moltiplicazione a sinistra dell'algebra esterna sull'algebra di Grassmann stessa.